# Орж (река)
Орж (фр. L’Orge) — река во Франции, её длина 54,1 км. Является левым притоком Сены, пересекает департаменты Ивелин и Эсон. Высота устья — 30 м над уровнем моря. Высота истока — 134 м над уровнем моря. Площадь водосборного бассейна — 951,9 км².

## География

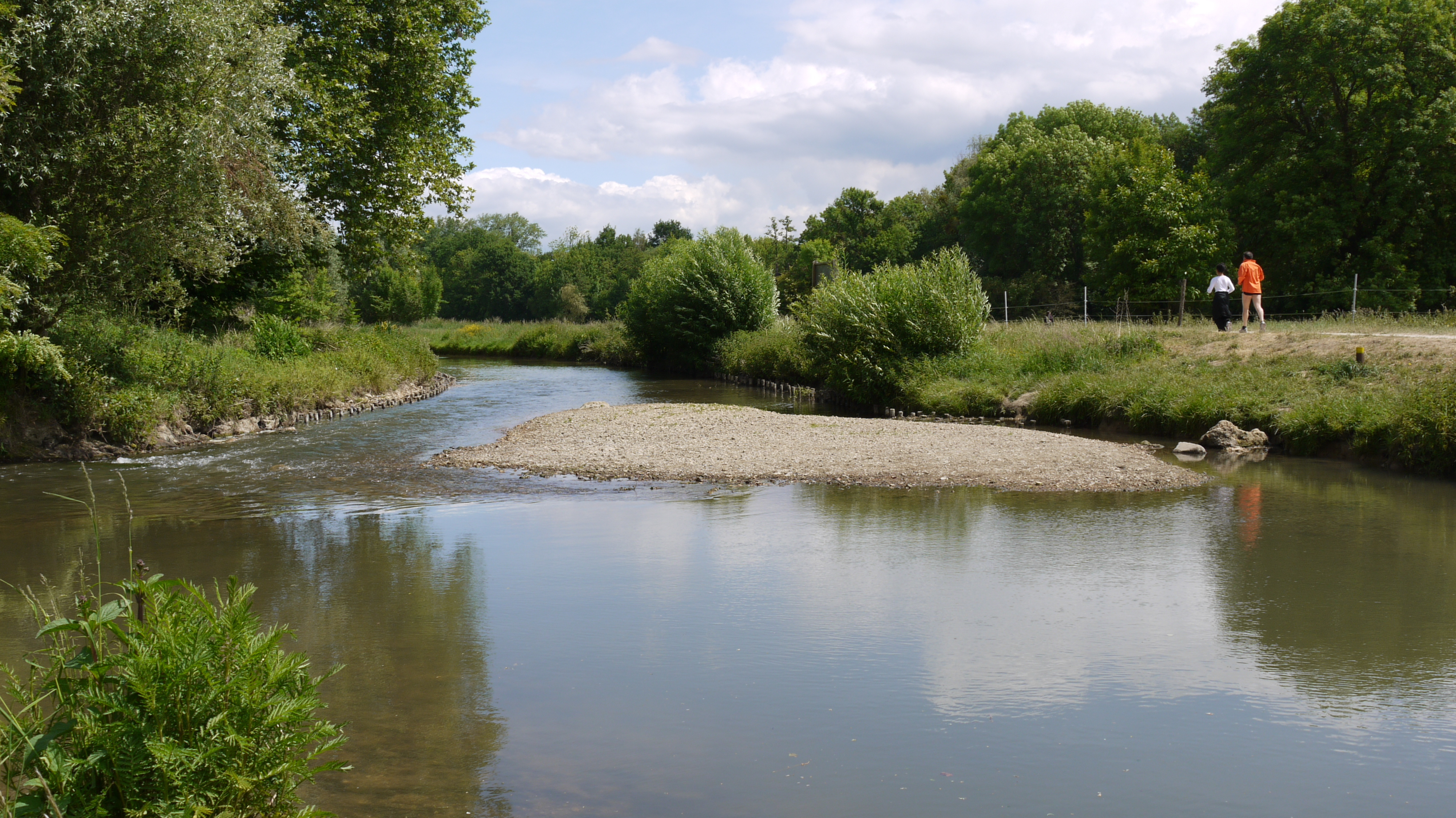
Слияние рек Орж и Морт Ру в Вилье-сюр-Орж

Река берёт начало в коммуне Абли (департамент Ивелин), к югу от лесного массива Рамбуйе. Наименование реки Орж фигурирует в топонимах значительной части пересекаемых городов.
Река впадает в Сену двумя рукавами: один в Вири-Шатийоне, другой в Атис-Монсе.

## История
Существование реки Орж, вероятно, послужило причиной возникновения поселений на её берегах. Поначалу наличие бродов позволяло людям и животным переходить реку без моста, например, в Эгли. На протяжении веков на её берегах развивались различные виды хозяйственной деятельности (сельское хозяйство, крашение, изготовление верёвок, гончарное дело, кожевенное производство). В Дурдане русло водотока было изменено, чтобы заполнить рвы городской стены и позволить установить несколько мельниц.
В 1728 году, благодаря мосту Pont des Belles Fontaines (внесённому в список исторических памятников в 1914 году), курс реки был перенаправлен в Жювизи-сюр-Орж, чтобы через него можно было пересечь «Большую дорогу» из Парижа в Фонтенбло (ныне это национальная автомобильная дорога N7).
Река Орж стала также местом развлечений, таких как рыбалка, купание и даже речные круизы.
В XIX веке получившее распространение во Франции движение гигиенизма способствовало установке общественных или частных постирочных, а также промышленных прачечных. Все эти места для стирки были установлены непосредственно вдоль реки, что неизбежно привело к загрязнению воды. До начала XX века века река была значительно модифицирована с целью планирования землепользования или эксплуатации в качестве источника энергии. В некоторых населённых пунктах для регулирования уровня воды были установлены системы трубопровода и системы плотин.
В конце XX века века на берегах реки были разбиты набережные, а часть реки была выведена под землю, в частности в Жювизи-сюр-Орж.